# Listă de filme italiene din 2001
Aceasta este o listă de filme italiene din 2001:

## Lista
| 2001                                     |                     | |                  |                                                                                   |
| Concorrenza sleale                       | Ettore Scola        | Sergio Castellitto, Diego Abatantuono, Gérard Depardieu, Antonella Attili | Drama            | In Fascist Italy, a law from 1938 restricted civil liberties of Jews              |
| Gasoline                                 | Monica Stambrini    | Maya Sansa, Regina Orioli | Crime            |                                                                                   |
| The Ignorant Fairies (Le fate ignoranti) | Ferzan Özpetek      | Stefano Accorsi, Margherita Buy, Serra Yilmaz, Gabriel Garko | Gay Drama        | 2 Nastro d'Argento                                                                |
| Princesa                                 | Henrique Goldman    | Ingrid de Souza, Cesare Bocci | Drama            |                                                                                   |
| The Profession of Arms                   | Ermanno Olmi        | Christo Jivkov, Desislava Tenekedjieva | Historical drama | 9 David di Donatello, 3 Nastro d'Argento, entered into Cannes                     |
| Santa Maradona                           | Marco Ponti         | Stefano Accorsi, Libero De Rienzo, Anita Caprioli | Comedy           | 2 David di Donatello                                                              |
| The Son's Room (La stanza del figlio)    | Nanni Moretti       | Nanni Moretti, Laura Morante, Stefano Accorsi, Jasmine Trinca, Claudio Santamaria, Giuseppe Sanfelice, Sofia Vigliar                                                           | Drama            | Palme d'Or winner at Cannes. 3 David di Donatello                                 |
| Tomorrow                                 | Francesca Archibugi | |                  | Screened at the 2001 Cannes Film Festival                                         |
| L'uomo in più                            | Paolo Sorrentino    | Toni Servillo, Andrea Renzi | Drama            | Sorrentino's debut                                                                |
| L'ultimo bacio (The Last Kiss)           | Gabriele Muccino    | Stefano Accorsi, Giovanna Mezzogiorno, Stefania Sandrelli, Martina Stella, Pierfrancesco Favino, Claudio Santamaria, Sabrina Impacciatore, Giorgio Pasotti, Sergio Castellitto |                  | 5 David di Donatello, 3 Nastro d'Argento. Remade as American movie The Last Kiss. |
| The Words of My Father                   | Francesca Comencini | |                  | Screened at the 2001 Cannes Film Festival                                         |